# تاریخ اسپانیا (۱۷۰۰-۱۸۰۸)
پادشاهی اسپانیا (اسپانیایی: Reino de España‎) با مرگ کارلوس دوم، آخرین پادشاه هابسبورگ اسپانیا که در سال ۱۷۰۰ بدون فرزند درگذشت، وارد عصر جدیدی شد. جنگ جانشینی اسپانیا بین طرفداران شاهزاده بوربون و نوه لوئی چهاردهم، فیلیپ دوک آنژو، و مدعی اتریشی هابسبورگ، کارل، آرشیدوک اتریش (بعدها با نام کارل ششم، امپراتور مقدس روم شد) درگرفت. پس از پایان جنگ‌ها با معاهده اوترخت، حکومت فیلیپ با نام فلیپه پنجم در سال ۱۷۱۵ آغاز شد، اگرچه او مجبور شد از جایگاه خود در جانشینی تاج و تخت فرانسه چشم‌پوشی کند.
اسپانیا وارد دوره اصلاحات و نوسازی و همچنین ادامه زوال شد. ایده‌های عصر روشنگری در طول قرن هجدهم وارد اسپانیا و آمریکای اسپانیایی شد. تهاجم ناپلئون بناپارت به شبه جزیره ایبری در ۱۸۰۷–۱۸۰۸ ترتیبات سیاسی امپراتوری اسپانیا و امپراتوری پرتغال را به هم ریخت.
قرن هجدهم در تاریخ‌نگاری اسپانیایی اغلب به عنوان اسپانیای بوربون نامیده می‌شود، اما بوربون‌های اسپانیا از سال ۱۸۱۴ تا ۱۸۶۸ (پس از بازگشت فرناندو هفتم)، از ۱۸۷۴ تا ۱۹۳۱ و از ۱۹۷۵ تا کنون به سلطنت ادامه دادند.